# Charleston (film)
A Charleston 1977-ben bemutatott olasz–brit filmvígjáték Marcello Fondato rendezésében Bud Spencer főszereplésével. A forgatókönyvet Marcello Fondato és Francesco Scardamaglia írta, a zenéjét Guido és Maurizio de Angelis szerezte. A mozifilm a Delfo Cinematografica gyártásában készült.
Olaszországban 1977. május 5-én mutatták be a mozikban, Magyarországon 1999. február 13-án az RTL Klubon vetítették le a televízióban.
A kezdetekkor nem volt népszerű a film, mivel bunyó alig kap szerepet, sőt Bud Spencer elég keveset használja az öklét. Fondato annál több hangsúlyt helyez a cselekményre, az abból származó komikumra. Bud Spencer sem rajongott túlzottan ezért a filmjéért, nem tetszett neki az angliai helyszín. Interjúiban elmondta, hogy túl sokat esett az eső, mediterrán emberként jobban szereti a meleget és a napsütést.

## Cselekmény
|  | Alább a cselekmény részletei következnek! |

Londonban él négy kispályás csaló: Frankie (Ronald Lacey), Bull (Dino Emanueli), Jack, másnéven Columbus kapitány (Jack La Cayenne) és egy kiöregedett színész Fred bácsi (Geoffrey Bayldon). Többek között ál-koccanásokban történő apróbb balesetekkel vernek át tehetős embereket, akik, félve az esetleg botránytól vagy feljelentéstől, nagyobbacska összegeket fizetnek nekik. Valamennyien egy Douglas Charleston nevű (Bud Spencer) svindler-zseni tanítványai, akihez igyekeznek minél jobban felnőni, bár leginkább csak csetlenek-botlanak a szakmában.
Kaliforniában viszont egy gazdag csaló üzletembernek, a kissé balfácán és magát túlokosnak képzelő Joe LoMonacónak (James Coco) birtokában áll egy Libériában bejegyzett utasszállító hajó, a Blue Star, amelyen titokban egy kaszinó is működik. Joe tudományos kísérletekre adva a fejét a rulettkerék mozgását a tenger hullámzásához igazította, abban bízva, hogy így nagy összegeket szedhet majd el a játékosoktól. Terve nem vált be, mert az utasok mind megtollasodva távoznak a hajóról.
A Blue Star mostanra tiszta ráfizetéssé vált Joe számára: évente több mint félmillió dollár megy el rá. Úgy véli egyetlen megoldás már csak a hajó elsüllyesztésse lehet, mivel 7 millió dollárra van biztosítva a Lloyds-nál. E tekintetben is eszelősebbnél is eszelősebb elgondolásai vannak, melyekkel immár két éve szinte percenként zargatja a Blue Star kapitányát, Bobot (Geoffrey Bayldon), aki azonban, előrelátóbb és tapasztaltabb ember lévén, rendre elveti őket.
Egyik nap meglátogatja Joe-t Morrist, egy angol ügyvéd, aki bizalmasa és jóbarátja, ugyanakkor maga is egy csaló. Morris bölcs és kifinomult úriember, aki lebeszéli Joe-t a további elméletek gyártásáról. Helyette egy félig törvényes, félig pedig törvénytelen megoldást javasol: Joe meghirdeti a Blue Star-t hárommillió dollárért, s közben Morris is felad egy hirdetést, mintha egy a Blue Star-hoz hasonló hajót keresne ötmillió dollár értékben. A terv pedig a következő: keresnek egy balekot, aki három millióért megvenné Joe hajóját, miközben már Morris-szal is tárgyalna annak továbbadásáról. Mielőtt még az illető és Morris adásvételi szerződést kötne, Joe-nak el kell adnia a hajót és megszerezni a három millió dollárt, utána viszont Morris és ő is eltűnnek, a hajó pedig a lépre csalt áldozat nyakán marad.
Londonban a négy cimbora ráharap a hirdetésre és úgy látszik besétálnak a csapdába. Azonban a tervükbe bele akarják vonni Charlestont is, de ő nem látszólag nem kíván velük szóba állni. A négy lókötő követi őt, hogy egy alkalmas helyen talán beszélni tudnak vele. Észreveszik, amikor Charleston távozik egy kávéházból, ahol gazdag arabok tartózkodnak. Kocsijukkal utána mennek egész addig, amig dugóba nem jutnak. Charleston betér egy lépcsőházba, mire a négy barát lifttel menne utána, ám a felvonó elakad. Charleston kisétál a lépcsőházból mialatt nemcsak közli velük mennyire ügyetlenül követik az embert, hanem még a tervük sem jó.
A négyes bánatában hazamegy Frankie lakására, ahol meglepetésükre Charleston várja már őket. Bár a tervüket hasztalannak tartja, de természetesen úriemberként elbeszélget velük róla. Az ötletet Jack adta, s Fred bácsi által vázolt terv alapján úgy fest mindent úgy fognak csinálni, ahogy azt LoMonaco és Morris kitervelték. Egyetlen bökkenő van, hogy Fred bácsiéknak nincs kéznél három millió dollárjuk. Ezért fordulnak Charlestonhoz, aki a kételyei ellenére velük tart, de nem szól arról, hogy van egy saját terve.
Utasításának megfelelően először bérelnek egy kis színházat a fővárosban, ahová táncosnőket is szerződtetnek. Szerveznek egy ál-előadást meghallgatásokkal és próbákkal. Charleston felveszi az Antonio Pieto Livera Anderson nevet, mintha egy brazil üzletember lenne és táviratozik mind Morrisnak, mind LoMonacónak. Az üzenetet mind a két csaló megkapja, s mindegyik saját magának tulajdonítja a sikert. LoMonaco az Egyesült Királyságba repül.
Charleston indiainak álcázva magát Menon néven bemegy egy Gauguin-tárlatra, addig Frankie egy közeli telefonfülkében leinformálja Roy őrmestert (Gino La Monica) a Scotland Yardnál, hogy féléve Charleston követte el azt a valutaváltási csalást, ami után még mindig nyomoznak. Arról is beszámol, hogy Charleston most érkezik New Yorkból Londonba. Ezalatt Fred bácsi és Jack a szokásos álbalesettel feltartják a tárlat furgonját. Bill és Frankie egy ugyanilyen furgonnal aztán elindulnak Richard Watkinshoz (Hebrert Lom). Charleston, mint Menon előáll egy saját tulajdonú Gauguinnel az igazgatónak, aki viszont közli vele, hogy a kép hamis. Charleston ekkor Watkinsra kezd hivatkozni, aki biztosította őt a festmény eredetiségéről.
Míg Charleston feltartja az igazgatót, Frankie és Bull Watkins lakásán járnak. Watkins a Scotland Yard egyik felügyelője és régóta keresi Charlestont. Watkinsnak van egy valódi Gauguinje, amit a tárlatra szán, ugyanakkor féltve őrzi, mert becses családi darab. Frankie és Bull viszont közli Watkinsszal, hogy a tárlat már nem tart igényt a festményre, megelégszik egy fotóval. A két jómadár által felmutatott levélben kétes eredetre hivatkoznak egy Menon nevű szakértő megállapítása alapján. A dühös Watkins nyomban a tárlatra telefonál, ahol már Charleston jó előre jelezte a titkárnőnek (Lucretia Love), hogy keresni fogják. A zaklatott Watkins beszél Menonnal, s dühösen kéri számon őt miért vonja kétségbe a festmény eredetét. Az igazgató hallja mindezt, aki azt hiszi a hamis Gauguinről lehet szó, ezért ő is indulatosan reagál. Az így keltett zavarban az igazgató beleegyezik a hamis Gauguin kiállításába, mialatt Watkins téves hiszemben Frankie-nek és Bullnak adja a maga festményét, azzal a követeléssel, hogy a kiállításon írják oda, a kép hőn szeretett francia származású édesanyja tulajdona volt. Watkins el is meséli nekik, hogy a családja gazdag volt, több festmény is állt a tulajdonában, de édesanyja elverte a vagyonukat Monte Carlóban, mára pedig csak ez a Gauguin maradt, amit ő féltve őriz. Egy apró malőrnek (a riasztó véletlen aktivilázódásának) köszönhetően Bull gyorsan eltávolítja a biztonsági kamera videókazettáját, hogy később ne lehessen ellenük körözést kiadni, majd gyorsan elhajtanak. Rögvest ahogy távoznak megérkezik a tárlat igazi furgonja. Watkins képét megfújták, ami miatt a felügyelő borzasztó dühös és rettenetesen aggódik.
A Yardon Roy vidáman beszámolna arról, hogy Charleston nyomára akadt, de apróbb félreértés adódik, ami miatt Watkins bizalmasan kezeli a dolgot és átgondolja a lépéseit.
Charleston a reptéren van, amikor LoMonaco kíséretével megérkezik az Államokból, a new yorki járattal. Charleston előbb szerelőnek álcázva fellép a repülő, majd pedig öltönyben nyakkendőben távozik az utasokkal együtt, mintha ő is ugyanazzal a géppel jött volna. Watkins rögvest őrizetbe is veszi, de a Yard helyett a londoni Hiltonba megy vele kis elbeszélgetésre.
LoMonaco úton London felé telefonál Morrisnak, akire neheztel, mert nem várt rá a reptéren. Morris azzal csitítja, hogy a csalás sikeres véghezvitele érdekében nem találkozhatnak. Közben Watkins és Charleston megérkeznek a Hiltonhoz. Watkins nem kívánja letartóztatni Charlestont, sőt inkább ajánlattal áll elő. Az ő számlájára a hotelben lehet Charleston, amennyiben segít neki. Eleinte leplezni akarja miről van szó, de Charleston tudja a legjobban, hogy Watkins azért vall nehezen színt, mert szeretett édesanyja festményének ellopása nemcsak vagyoni kárt jelent, de komoly presztízsveszteséggel is járna neki. A beszélgetést a kávézóban folytatják.
A Hiltonba megérkezik Morris ügyvéd is, aki a 306-os lakosztályban foglal magának szállást. Tőszomszédságában van LoMonaco, akit felhív telefonon. Joe éppen fürdőzik és a telefonhívás ismét annyira megzavarja, hogy majdnem belefullad a kádba. A két szoba egymásba nyílik, így a két svindler közvetlenül beszélgethet, anélkül, hogy meglátnák őket. Mielőtt a dolgok az ügyvéd és az oktondi amerikai között rendeződnének, Joe megint egy bombasztikus ötlettel zavarja a Bobot a Blue Staron, mégpedig azzal, hogy ütközhetnének jégheggyel a Földközi-tengeren.
A hallban James és Fred bácsi egy véletlen folytán egymásba botlanak. Először egymást kérik számon miért zavarják a másik munkáját. James Morrist követi, míg Fred LoMonacót. Ekkor szembesülnek azzal, hogy a két férfi szobája közvetlenül egymás mellett van, ami nem lehet a véletlen műve.
Watkins a kávézóban elmesél mindent a festményről és Charleston segítségét kéri. Charleston elfogadja az ajánlatát, mire betoppan Fred bácsi, ami eléggé zavarja Charlestont, ugyanis épp a felügyelő mellett foglal helyett. Az asztal alatt Charleston és Fred egymás lábán tapodva küldenek morzejeleket egymásnak. Fred próbálja elmagyarázni, hogy szerinte a tervük dugába dőlt. Charleston csak úgy tud megszabadulni tőle, hogy Fred lábait a felügyelőjére irányítja, így az a kínos helyzetben távozni kénytelen.
A továbbiakban Charleston teljes mozgásszabadságot kér a felügyelőtől és nem figyelheti őt a rendőrség. A két férfi kezet fog és elválik.
A színházban Fred bácsiék búslakodva pakolnak, s lefújni készülnek a tervezett előadást. Nemcsak azon keseregnek, mert őket palizták be, de úgy hiszik példaképük, Charleston előtt felsültek. Az időközben megérkező Charleston azonban közli velük, hogy véghez viszik a szélhámos akciójukat, sőt az előadást is megtartják. Charleston, aki nyilván rendkívül jártas a londoni és külföldi viszonyokban, pontosan tudja, hogy Morris és LoMonaco miféle kapcsolat van, épp ezért nem tudták volna a többiek úgy átverni az amerikait, ahogy eleinte gondolták. Charlestonnak ennél sokkal zseniálisabb koncepciója van, ami bonyolult, de az aznapi kedvező fejlemények jó alapot teremtettek hozzá. A barátok ezt az első sikert így egy kis táncos-énekes mulatsággal ünneplik meg. Még Charleston is fellép a színpadra keménykalapban és sétapálcával, a csinos táncoslányok társaságában.
Következő lépésben Frankie egy fülkéből felhívja LoMonacót, aki faragatlanul értetlenkedik, mikor Frankie névtelen telefonálóként mutatkozik be neki. Frankie információval szolgál 10 ezer fontért cserébe. LoMonaco sokallja a pénzt, alkudozni próbál, de Frankie hajthatatlan. Bullal később már várják LoMonacót valahol a városban. Watkins és Charleston figyelik távolról őket, de Charleston tanácsára a felügyelő nem lép fel, amikor felismeri bennük édesanyja festményének eltulajdonítóit. Charleston szerint ugyanis a lopás fő irányítójával találkoznak majd. Charleston LoMonacót nevezi meg a rablás kiagyalójának, pedig Joe csak az informátorral akar találkozni. Frankie és Bull félve bár Joe embereitől, de beülnek az autójába, ahol előre kérik a pénzt. A pénzátadást a mellettük szorosan haladó Watkins látja, aki meg van győződve, hogy LoMonaco a tettes. Frankie Andersont (Charlestont) kemény, gátlástalan és őrült alakként írja le LoMonaco előtt, s hozzáteszi, hogy ők ketten neki dolgoznak, ezért elárulja neki mi a terve a Blue Star megvásárlása után. Így azt javasolják neki, hogy ne Andersonnak adja el a hajót három millió dollárért, hanem inkább Morrisnak 5 millióért. Joe nem elégedett az információval, inkább kidobja Frankiéket.
Watkins rá akar lépni LoMonaco nyakára, de Charleston több higgadtságot javasol, mert egyelőre nincs bizonyítéka ellene. Javaslata abból áll, hogy ő, mint Anderson vevőként jelentkezik az amerikainál a festményre. A színházat is megmutatja neki, mivel egy valódi műsort kell színpadra állítania ahhoz, hogy minél hitelesebbnek tűnjön. A továbbiakban Watkins a rendőri hatalmát veti be és mondvacsinált okból lefoglal egy szállodát, ahol Charleston szabadon tevékenykedhet. A vendégek és minden más ettől fogva álca lesz (valamennyien a Yard emberei), ahol megjelenik aztán LoMonaco, hogy találkozzék Andersonnal (alias Charlestonnal). Ott van Jack, mint Anderson titkára, sőt Roy őrmester is, mint krupié. Watkins kamerákon keresztül figyeli az eseményeket.
LoMonaco gyanakvó, nem is akar nyilvánosan beszélni Andersonnal, hanem egy másik helyiségbe vonul. Ezalatt megérkezik Morris; szintén Andersonnal akar találkozni. A gáláns angol ügyvéd sokkal több tiszteletet tanúsít és ő is egy külön helyiségben várakozik Andersonra. Joe a másik szobában kipróbálja az ott található félkarú rablót, de az nem működik, mire elkezdi a gépet ütlegelni. Közben beállít Charleston. A hebehurgya Joe a nevét se jegyzi meg se üzleti partnerének, se ügyvédjének, csak esetlenkedik. Charleston is kipróbálja a játékgépet és érdekes módon neki működik, ráadásul egy rakás pénzt dob ki. LoMonaco gyorsan le akarja zavarni a dolgot, de Charleston (aki egyébként szenvedélyes hazardőrnek mutatja magát) türelmes és udvarias magatartásával húzza az időt. Brown ügyvéd (Roland MacLeod) részletes iratokat nyújt át, amelyek között egy nagyon fontos passzus van, mégpedig a Blue Star biztosítása, amely 7 millió dollárról szól.
A szerződést előbb Joe írja alá. Mielőtt még Anderson is hitelesítené aláírásával az adásvételt, beállít Jack, hogy a rulettkeréknél egymás után jön ki a piros. Andersont ekkor elragadja a játékszenvedély és rohan a játékterembe, rövid időre elhalasztva az aláírást. Charleston valójában Morrishoz siet, aki rádióvevő-készüléken tart kapcsolatot Joe-val. Joe óvatosságra inti barátját, mert nagyon úgy fest azért nem írta alá Anderson a szerződést, hogy előbb elpasszolja Morrisnak a hajót, majd a tőle kapott pénzből kifizeti őt. A lényeg viszont, hogy Anderson ne kapjon egy fillért sem.
Morris és Anderson beszélgetése sokkal kedélyesebb, annak ellenére, hogy Charleston egy erős brazil szivart lőcsöl rá az ügyvédre, aki nem is dohányzik. Morris csekkben kíván fizetni a hajóért, melyek valószínűleg mind hamisak, de Charleston azonnal fejtörést okoz neki, amikor közli, hogy készpénzt vár. Morris negyedóra haladékot kér, ekkor Charleston visszamegy Joe-hoz. Charleston szintén úgy tesz, mintha csekkben fizetne, majd aláírja az adásvételi szerződést is. Az üzlet megkötése után Morrisnak már hűlt helye. Charleston egyedül csak Brownt találja még ott, aki biztosítja őt, hogy a szerződés érvényes és a hajó az övé.
Joe épp alszik, amikor telefonhívást kap. A kagylót épp a szeretőjével (Michele Starck) enyelgésre készülő Morris veszi fel, aki továbbítja azt Joe-nak, miszerint bizonyos Mr. Szaíd keresi őt. Némi esetlenkedés után tisztázódik, hogy Bob keresi Joe-t az egyiptomi Port Szaídból. A kapitány örömmel közli Joe-val, hogy újabb arab–izraeli háború tört ki a térségben. Így ő odahajózott, a Blue Start találat érte és végre elsüllyedt. Joe kővé mered. Nyomban bekapcsolja a tévét, ahol szintén a háborúról beszélnek a rendkívüli hírekben. Utóbb még maga Bob is nyilatkozik a Blue Star szerencsétlenségéről. Joe háborodottan kapkod, mert a hajó, amelyen nagyértékű biztosítás van, pont most süllyedt el, miután érvényes papírokkal eladta Andersonnak. Morris nyugalomra intené, hogy most már hagyni kéne az egészet, de Joe annyira kapzsi, hogy vissza akarja szerezni a Blue Start. Utasítja tehát Morrist, hogy induljon és ha kell a föld alól is teremtse elő az ötmillió dollárt, majd menjen Andersonhoz és hozza tető alá a félbemaradt üzletet.
Morris elindul, hogy bár éjfél után, de teljesítse a nem is olyan könnyű feladatot. Még Joe-val kapcsolatban álló üzletláncokat is felkeres, hogy kölcsönként pénzt vegyen fel. Joe ezalatt körmét rágva figyeli az újabb híreket. Morris magára hagyott barátnője Joe-t próbálja elcsábítani, akinek viszont fontosabbak a rendkívüli hírek, tudván, ha Anderson tudomást szerez az esetről nem fogja kiadni a kezéből a Blue Start. A hölgy viszont közli Joe-val, hogy ebben az időben nincs adás semelyik tévében. Joe döbbenten látja, hogy a nő igazat beszél, mert a Morris szobájában található készüléken nincs adás. Ezután fel is fedez egy rejtett kábelt, ami az utcára vezet ki. Az egész híradó csak megrendezett volt, Charlestonék alakítottak ki egy stúdiót saját statisztákkal abból a pénzből, amit Frankie és Bull csalt ki LoMonacótól.
Joe rájön arra, hogy átverték, de már nem éri utol Morrist, ezért riasztja az embereit, hogy menjek érte. A sofőrjétől tudja meg, hogy Morris egy színházban találkozik Andersonnal. A színpadon épp bohócok próbálnak, míg Jack az irodába invitálja Morrist. Anderson elnézi azt, hogy Morris csak úgy lelépett a szállodából, mivel az ügyvéd a készpénz előteremtésének nehézségeire hivatkozik. Charleston ismét szivarral kínálja, amit Morris kénytelen újból elfogadni.
Míg az adásvétel tart, megjelennek Joe emberei, akik a színpadon összebunyóznak Charleston barátaival és a bohócokkal. A négy jómadárnak, bár nem jó verekedők, sikerül annyira feltartóztatni a gorillákat, hogy Charleston nyugodtan tárgyaljon Morrissal. Az utolsó pillanatokban ő is megjelenik, kioszt néhány nagyobb pofont és ezzel az utolsó akadályt is elhárítja. A szerződés aláírják, Morris pedig kifizeti mind az ötmillió dollárt. Morris távozását követően Charleston kifizeti a statisztáit is, s a Bob kapitányt eljátszó Frednek különdíjat ítél meg, mivel élete legjobb alakítását adta Joe LoMonaco átverésével.
Joe eközben, miután nem kap hírt Morrisról, maga készül elmenni a színházhoz. Még egy pisztolyt is elrak, amikor beállít Watkins felügyelő az embereivel. A szeleburdi Joe ezúttal nem sokáig pattoghat, miután az erélyes felügyelő meg is pofozza. Joe lakosztályán megtalálják továbbá az ellopott Gauguint. Az Andersontól kapott hamis csekkek Watkins szerint is bizonyítják, hogy ő vette meg a képet. Ezután a felügyelő közli vele, hogy kiutasítás vár rá az országból csalásért, rablásért, orgazdaságért és tiltott fegyverviselésért; többé nem jöhet vissza Angliába. Épp megérkezik Morris is a hajó visszavásárlásának hírével, de a Scotland Yard embereit látva már nem ismeri meg Joe-t. A hamis csekkek tekintetében Anderson, azaz Charleston nem fizette ki LoMonacónak a három millió dollárt, így viszont a balfék Joe a Morris által keresztül vitt üzlettel 5 millió dollárt veszített és a veszteséget termelő kaszinóhajóját is visszakapta.
Watkins, aki már szinte barátként tekint Charlestonra, még egy utolsó látogatást tesz a színházban, hogy megnézhesse a finálét. A két férfi az elmúlt napok eseményeit elnézve úgy találja, hogy mindketten pályát tévesztettek, ám a kérdés nyitott, hogy mire is gondolnak pontosan.

## Szereplők
| Szereplő                   | Színész          | Magyar hang      |
| -------------------------- | ---------------- | ---------------- |
| Charleston                 | Bud Spencer      | Kránitz Lajos    |
| Watkins                    | Herbert Lom      | Vass Gábor       |
| Frankie                    | Ronald Lacey     | Kassai Károly    |
| Joe                        | James Coco       | Várkonyi András  |
| Morris ügyvéd              | Renzo Marignano  | Helyey László    |
| Bull                       | Dino Emanueli    | Forgács Gábor    |
| Jack Watson                | Jack La Cayenne  | Varga Tamás      |
| Fred bácsi                 | Geoffrey Bayldon | Rudas István     |
| Bob, hajóskapitány         | Geoffrey Bayldon | Végh Ferenc      |
| Anwalt Brown, Joe ügyvédje | Roland MacLeod   | Pataky Imre      |
| Roy őrmester               | Gino La Monica   | Galbenisz Tomasz |
| Arthur                     | N/A              | Uri István       |
| Arthur felesége            | N/A              | Várnagy Kati     |
| Galériaigazgató            | N/A              | Wohlmuth István  |

## Forgatási helyszínek
Angliában forgatták a galériában játszódó jelenetet, amikor Charleston Menonként becsapja a tárlat igazgatóját. A helyszín valódi galéria, a Tate Britain, amely Londonban, a Atterbury Street 5 alatt található.
A szállodában játszódó jelenetet, amikor Charleston és Watkins beszélgetnek, a Park Lane 22 alatt található London Hiltonban vették fel.
A Charlestonék által bérelt színház, a londoni Noël Coward Színház a St. Martin's Lane-n áll. A Scotland Yard irodájául szolgáló helyszínt a Princes Gate Court nevű lakóépületben rendezték be az Exibition Road 31 alatt.
A külső jelenetek zömét Londonban forgatták, míg a LoMonaco kaliforniai otthonában zajló jeleneteket Olaszországban. Néhány belső jelenet szintén olasz stúdiókban készült.

## Televíziós megjelenések
RTL Klub, M1, M2, Viasat 3, Film+, Film+ 2, RTL+, HBO, HBO 2, HBO 3